# Malause
Malause település Franciaországban, Tarn-et-Garonne megyében. Lakosainak száma 1245 fő (2022. január 1.). Malause Boudou, Goudourville, Merles, Pommevic, Saint-Nicolas-de-la-Grave, Saint-Vincent-Lespinasse és Valence községekkel határos.

## Népesség
A település népessége az elmúlt években az alábbi módon változott:
| Lakosok száma | 1106 | 1138 | 1181 | 1158 | 1178 | 1199 | 1219 | 1227 | 1245 |
|               | 2013 | 2015 | 2016 | 2017 | 2018 | 2019 | 2020 | 2021 | 2022 |